# (29621) 1998 SY141
A (29621) 1998 SY141 a Naprendszer kisbolygóövében található aszteroida. A LINEAR projekt keretében fedezték fel 1998. szeptember 26-án.